# Формація Доушаньтуо
27°00′10″ пн. ш. 107°28′40″ сх. д. / 27.0029° пн. ш. 107.4779° сх. д.
Формація Доушаньтуо (陡 山 沱) — геологічна формація, що знаходиться у провінції Гуйчжоу, Китай. Вперше виявлена в 1998 р. Цікава тим, що є одним з найдавніших шарів, що містить велику кількість викопних решток, і вони представляють, ймовірно, біоту, молодшу за едіакарську, але старшу за кембрійську. Приблизна хронологія формації Доушаньтуо — від 590 млн до 565 млн років тому.
Попередній геологічний шар — формація Ляньто — не містить викопних решток. Нижче розташований шар, що належить до заледеніння Землі приблизно 610—590 млн років тому.
Всі викопні рештки формації Доушаньтуо — морські мешканці мікроскопічних розмірів, які добре збереглися. Тому можливе вивчення їх структури на клітинному рівні. Для багатьох з решток характерна двостороння симетрія, що відрізняє їх від едіакарських організмів, для яких була характерна «симетрія ялинкою» і відсутність істотних відмінностей між «дитячими» і «дорослими» формами. У жовтні 2005 р. було оголошено про виявлення мікроскопічного організму Vernanimalcula (лат. «весняна твариночка») — нібито найдревнішого організму з двосторонньою симетрією. Проблемою досі є віднесення виявлених решток до тієї чи іншої вікової стадії розвитку організму.
Серед виявлених решток — водорості, багатоклітинні таллофіти, акритархи і ціанофіти, дорослі губки і голкошкірі. Деякі виявлені форми, можливо, є спорами або ембріонами, найімовірніше, губок або голкошкірих. Однак у 2007 р. було опубліковано дослідження Бейлі та ін. (Baily, et al., 2007) з припущенням, що можливі ембріони являли собою гігантські сірчисті бактерії, як тіомаргарита — настільки великі, що їх можна бачити неозброєним оком. Пізніше в тому ж 2007 р. вийшла стаття, де підтверджується приналежність ембріонів тваринам. З'ясувалося, що вони були оточені оболонками, характерними для яєць багатоклітинних, що покояться, які раніше знаходили окремо від ембріонів і відносили до акритархів.